# Monochaetum magdalenense
Monochaetum magdalenense är en tvåhjärtbladig växtart som beskrevs av John Julius Wurdack. Monochaetum magdalenense ingår i släktet Monochaetum och familjen Melastomataceae. Inga underarter finns listade i Catalogue of Life.